# Velké Pavlovice
Velké Pavlovice település Csehországban, Břeclavi járásban. Velké Pavlovice Vrbice, Bořetice, Horní Bojanovice, Rakvice, Starovičky, Velké Bílovice, Zaječí és Němčičky településekkel határos. Lakosainak száma 3072 fő (2024. január 1.).

## Népesség
A település lakosságának változását az alábbi diagram mutatja:
| Lakosok száma | 2035 | 2566 | 2847 | 2858 | 2998 | 3044 | 3114 | 3119 | 3070 | 3072 |
|               | 1869 | 1900 | 1921 | 1961 | 1980 | 2011 | 2016 | 2019 | 2021 | 2024 |